# أسلام أباد (نغار بردسير)
أسلام أباد (بالفارسية: اسلام‌آباد) هي قرية تقع في إيران في البلدة المركزية.